# Pat Muchmore
Pat Muchmore (* 1976 in Ponca City/Oklahoma) ist ein US-amerikanischer Komponist und Musiker.
Muchmore begann im Alter von elf Jahren Klavier zu spielen, als weitere Instrumente kamen Cello, Posaune und Gitarre hinzu. Von 1996 bis 2000 studierte er Komposition an der University of Oklahoma bei Carolyn Bremer. Das anschließende Studium an der City University of New York bei John Corigliano, David Del Tredici und David Olan schloss er 2009 als Ph.D. in Komposition (Dissertation: "Humanity and Mechanicity in the music of Nine Inch Nails") ab.
Er trat mit Gruppen und Musikern wie Forecast Music, Come Down, World/Inferno Friendship Society, dem CUNY Graduate Center Contemporary Ensemble, Dälek, John Guilt, der Dan Neustadt Group, Andrew Spencer und der The Dirty Sock Funtime Band auf und ist als Musiker und Komponist Gründungsmitglied der Gruppe Anti-Social Music, die u. a. das Album Fracture: The Music of Pat Muchmore veröffentlichte.

## Werke
- Gumdrops and Kittens für Streichquartett
- Fracture IV für Cello und Ensemble
- Shitfuckcumbastard für Altsaxophon, Cello und Akkordeon
- Portrait_7 NY06 für Posaune und Elektronik
- String Quartet No.2
- Broken Aphorisms 15 -= (ghrmroouctbiaknltegeete) für drei Saxophone
- Broken Aphorisms 7-11 für Cello, Klavier und Ensemble
- Broken Aphorisms 12-14 für Cello, Akkordeon und Klavier

## Weblink
- Pat Muchmores Homepage